# Giuseppe Maria Sisto y Britto
Giuseppe Maria Sisto y Britto (Ceglie Messapica, 3 marzo 1718 – Sora, 10 febbraio 1796) è stato un vescovo cattolico italiano.

## Biografia
Nato a Ceglie Messapica nel 1718, all'epoca Ceglie del Galdo in Terra d'Otranto, appartenente alla famiglia Sisto y Britto, dei duchi di Ceglie, figlio di Francesco Sisto y Britto e della duchessa Donna Maria del Maino. Maestro in sacra teologia e dottore delle leggi, fu tra l'altro assistente al Soglio Pontificio e Cavaliere di Gerusalemme. Appartenente all'Ordine dei teatini fu ordinato sacerdote nell'ottobre del 1740. 
Il 14 marzo 1768 venne nominato da papa Clemente XIII vescovo di Sora e fu consacrato il 25 marzo dello stesso anno dal cardinale Enrico Benedetto Stuart, cardinale vescovo di Frascati.
Mantenne l'incarico fino alla morte, avvenuta a Sora nel 1796.

## Genealogia episcopale
La genealogia episcopale è:
- Cardinale Scipione Rebiba
- Cardinale Giulio Antonio Santori
- Cardinale Girolamo Bernerio, O.P.
- Arcivescovo Galeazzo Sanvitale
- Cardinale Ludovico Ludovisi
- Cardinale Luigi Caetani
- Cardinale Ulderico Carpegna
- Cardinale Paluzzo Paluzzi Altieri degli Albertoni
- Papa Benedetto XIII
- Papa Benedetto XIV
- Papa Clemente XIII
- Cardinale Enrico Benedetto Stuart
- Vescovo Giuseppe Maria Sisto y Britto, C.R.